# Mercy Street (Lied)
Mercy Street ist ein Lied des britischen Pop-Rock-Musikers Peter Gabriel aus dem Jahr 1986.

## Veröffentlichung
Die Erstveröffentlichung von Mercy Street erfolgte als Teil von Gabriels fünftem Studioalbum So am 19. Mai 1986.
Mercy Street erschien nicht nur auf der zweiten Seite des Albums So, sondern auch neu abgemischt von William Orbit auf Gabriels CD-Single Blood of Eden aus dem Jahr 1992. Die Kompilationsalben Shaking the Tree: Sixteen Golden Greats von 1990 und Flotsam and Jetsam von 2019 enthielten das Lied ebenfalls.
Außerdem wurde es von Gabriel auf seinem 2011 erschienenen Orchesteralbum New Blood neu interpretiert.
Live-Aufnahmen wurden auf der EP SW Live EP von 1994, dem Konzertfilm Growing Up Live von 2003, dem Orchester-Livealbum Live Blood von 2012, den Konzertfilmen Live in Verona – Scratch My Back and Taking The Pulse von 2010 sowie New Blood: Live in London von 2011, dem Live- und Konzertfilm Back to Front: Live in London von 2014 und dem 2019 erschienenen Livealbum Growing Up Live veröffentlicht.
Das Lied wurde auch am 23. November 2003 unter anderem auch bei einem exclusiven Konzert für Mitglieder von Peter Gabriels Full Moon Club in dem Big Room, dem größten Aufnahmeraum der Real World Studios live gespielt. Das Konzert wurde beginnend mit dem 24. April 2024 auf Gabriels Bandcamp-Kanal für die Abonnenten stückweise veröffentlicht. Am 27. Juni 2025 erschien diese Aufnahme des Songs mit dem Livealbum In the Big Room allgemein zum Download und Streaming.

## Hintergrund und Aufnahme
Der Song wurde durch die Werke der amerikanischen Dichterin Anne Sexton inspiriert, die zu den Vertretern der „Confessional Poetry“ gezählt wird. Diese verfasste ein Theaterstück mit dem Titel Mercy Street und ein Gedicht mit dem Titel 45 Mercy Street. Der Song enthält zwei harmonische Stimmen von Gabriel; eine davon ist eine Schattenstimme, die eine Oktave unter der Hauptstimme liegt. Er wollte damit eine sinnliche, eindringliche Wirkung erzielen, die er aber nur beim Aufwachen einfangen konnte.
Das Lied basiert auf dem Forró-Trommelrhythmus, den Gabriel in Brasilien aufgenommen hat. Ursprünglich wurde der Rhythmus in einer frühen Version des Songs mit dem Titel Don't Break This Rhythm verwendet, der später als B-Seite von Sledgehammer veröffentlicht wurde. Gabriel war damit jedoch unzufrieden. Daraufhin änderte er den Song, indem er eine englische Folk-Melodie einfügte und einen auf Anne Sextons Werk basierenden Text hinzufügte. Das Klavierspiel von Richard Tee wurde dem Song hinzugefügt, aber Gabriel fand, dass es den Song vom Arrangement her zu komplex machte, so dass es aus dem endgültigen Mix entfernt wurde. Trotzdem wurde Richard Tee in den Credits von Mercy Street genannt. Diese Version wurde als Mercy Street (Piano Version) im Dezember 2024 für Abonnenten des Bandcamp-Kanals von Peter Gabriel veröffentlicht.

## Musikvideo
Zu Mercy Street wurde ein Musikvideo von dem Regisseur Matt Mahurin und mit der Kameraführung von Bill Pope gedreht, obwohl der Song nicht als Single veröffentlicht wurde.

## Verwendung in anderen Werken
Mercy Street wurde in der  US-amerikanischen Fernsehserie Miami Vice in einer Folge verwendet. Das Lied war in der 3. Folge der 3. Staffel mit dem Titel Blutsbande (Originaltitel: Killshot) zu hören.
Mercy Street ist der zweite von insgesamt fünf Songs aus Gabriels Album So, die in Miami Vice verwendet wurden, die anderen sind Red Rain, Sledgehammer, We Do What We’re Told (Milgram’s 37) und Don’t Give Up. Das macht So zu einem der am stärksten vertretenen Alben der gesamten Serie.

## Mitwirkende

### Musiker
- Djalma Corrêa – Surdo, Congas, Triangel
- Peter Gabriel – Hauptgesang, CMI, Sequential Circuits Prophet-5, Piano, CS-80
- Larry Klein – E-Bass
- Mark Rivera – bearbeitetes Saxophon
- Richard Tee – Piano

### Technisches Personal
- Peter Gabriel – Songwriter, Produktion
- Daniel Lanois – Produktion, Toningenieur
- Trevor Ley – Fotografie
- Kevin Killen – Toningenieur, Mixing
- Ken Perry – Schnitt
- Peter Saville Associates – Design

## Rezeption
Der NME listete den Song als einen der „10 deprimierendsten Songs aller Zeiten“ und beschrieb ihn als eine „wunderschön produzierte Nummer“, die Gabriels "übliche Sensibilität" zeige. Sie kamen zu dem Schluss, dass „man erst nach ein paar Mal hören versteht, wie niederschmetternd die ganze Sache ist“.

## Coverversionen
Das Lied wurde von vielen Künstlern gecovert, darunter:
Die mit einem Grammy ausgezeichnete jamaikanische Reggae-Band Black Uhuru veröffentlichte eine Cover-Version auf ihrem 1993 erschienenen Album Mystical Truth.
Der US-amerikanische Jazz-Pianist und Komponist Herbie Hancock veröffentlichte eine Version auf seinem 1996 erschienenen Album The New Standard. Die britische Sängerin Miriam Stockley veröffentlichte 1999 eine Aufnahme auf ihrem Album Miriam. Die US-amerikanische Jazz- und Pop-Sängerin Christy Baron veröffentlichte eine Version des Liedes auf ihrer 2000er -Veröffentlichung Steppin bei Chesky Records. Die norwegische Jass-Sängerin Solveig Slettahjell nahm das Lied für ihr 2005 erschienenes Album Trail of Souls mit Knut Reiersrud und dem Jazz-Pianisten Morten Qvenild, dem Bassisten Roger Arntzen und dem Schlagzeuger Pål Hausken von der Band In the Country auf.
Der US-amerikanische Folk-Musiker und Singer-Songwriter Richard Shindell veröffentlichte eine Version auf seinem 2007 erschienenen Coveralbum South of Delia. Die schwedische Sängerin, Komponistin und Musikproduzentin Karin Dreijer (Fever Ray) veröffentlichte dieses Lied im August 2010 als Single.
Peter Gabriel coverte auf dem 2010 erschienenen Studioalbum mit dem Namen Scratch My Back das Lied Mirrorball von Elbow in einer orchestralen Fassung. Diese coverten daraufhin auf dem im Jahr 2013 erschienenen Kompilations-Album des Folgeprojektes And I’ll Scratch Yours das Lied Mercy Street von Peter Gabriel.
Die Datenbank mit Coverversionen SecondHandSongs listete 2023 mehr als 70 verschiedene Versionen auf.